# Amiamoci così, belle signore
Amiamoci così, belle signore (Last of the Red Hot Lovers) è un film statunitense del 1972, diretto da Gene Saks, tratto dalla commedia teatrale Last of the Red Hot Lovers di Neil Simon. 

## Trama
Barney Cashman, il proprietario di un ristorante di pesce, annoiato della sua vita coniugale, organizza un appuntamento con Elaine Navazio, donna con la quale era iniziata una certa simpatia, fissando l'incontro nell'appartamento di sua madre. Scopre però che lei senza sigarette si esaspera, avvertendolo che hanno solo un periodo di tempo limitato. Dopo una serie di riluttanze e goffaggini, Barney le confessa di non avere vizi (non fuma, non beve e non gioca d'azzardo) desiderando trovare un significato alla sua prima avventura. Elaine lo prende in giro e se ne va.
Barney, su una panchina del parco, conosce la bellissima Bobbi che gli chiede in prestito 20 dollari. Offre la sua gratitudine in un modo che convince Barney a tentare di nuovo una relazione. All'appartamento, Bobbi arriva predisposta, ma Barney si rende presto conto che non solo non ha successo, ma lei è anche infelice e nevrotica. Lei lo convince a fumare marijuana, ma entrambi finiscono in lacrime.
Giurando di non essere mai più infedele, Barney accompagna sua moglie a una festa organizzata dagli amici Jeanette e Mel Fisher. Diventa presto chiaro che Mel ha adocchiato qualcuna, il che porta Jeanette a finire con Barney nell'appartamento. Cerca di essere gentile, poi si toglie i vestiti in un futile tentativo di seduzione, fino a quando inizia a pensare a Mel che la tradisce con la sua migliore amica.
Con la consapevolezza di non essere destinato ad essere un amante appassionato, Barney finisce col chiamare sua moglie al telefono, invitandola in un appartamento che non sia il loro.

## Distribuzione
Il film ebbe la prima proiezione negli Stati Uniti a Los Angeles il 12 luglio 1972. In Italia uscì con quattro anni di ritardo: ebbe il visto di censura n. 69.024 del 2 settembre 1976 per una lunghezza di 2.600 metri e in seguito venne rieditato con il titolo L'ultimo degli amanti.